# Dadadahalli, Alur
Dadadahalli là một làng thuộc tehsil Alur, huyện Hassan, bang Karnataka, Ấn Độ.